# Rybník
Rybník és un poble del districte d'Ústí nad Orlicí, a la regió de Pardubice, República Txeca, amb una població a principi de l'any 2018 de 826 habitants.
Es troba al nord-est de la regió, a la zona sud dels Sudets centrals, prop del riu Orlice —un afluent esquerre del curs alt de l'Elba—, i de la frontera amb Polònia i les regions de Hradec Králové i Olomouc.